# Rugyin
A Rugyin (oroszul: Рудин) Ivan Szergejevics Turgenyev orosz író első regénye, megjelent 1856-ban.
A cselekmény a 19. század közepén játszódik Oroszországban. Egy vidéki udvarházba udvarias, 35 év körüli úr érkezik. A próbatétel egy fiatal lány szerelme. A regény az orosz irodalomtörténetből ismert felesleges ember-téma viszonylag késői változata.

## Műfaja
A munka először 1856-ban, a Szovremennyik című folyóiratban jelent meg. Műfaji megjelölése akkor: elbeszélés (poveszty). Az 1860. évi kiadásban az író regényként említi, később ismét többször elbeszélés, végül 1880-ban újra regényként ír róla. A turgenyevi regénytípus valóban közel áll a kisprózai művekhez: részben terjedelme, részben egyszerű cselekménye, az alakok és epizódok csekély száma miatt.

## Tartalma

### Személyek
- Dmitrij Rugyin – vendég Laszunszkaja házában; nőtlen, egyetemet végzett, a történet kezdetén 35 éves; szerény birtoka jövedelmét lassan feléli.
- Laszunszkaja, Darja Mihajlovna – előkelő társaságokban is forgó gazdag földbirtokos asszony; egy titkos tanácsos özvegye, három gyermeke anyja; a nyarat vidéki házában tölti.
- Natalja (Natasa), Laszunszkaja legidősebb, 17-18 éves lánya.
- Volincev, Szergej Pavlovics – agglegény, szolgálaton kívüli lovaskapitány, húga birtokát irányítja
- Lipina, Alekszandra Pavlovna – földbirtokos fiatal özvegyasszony, Volincev húga
- Lezsnyev (Lezsnyov), Mihajlo Mihajlics – szomszédos földbirtokos; Rugyin ifjúkori barátja
- (továbbá):
  - Baszisztov – nevelő
  - Pandalevszkij – titkár féle
  - Pigaszov – ingyenélő

### Cselekménye
|  | Alább a cselekmény részletei következnek! |

Laszunszkaja vidéki udvarházába egy bárót vár vendégségbe. Az alkalomra meghívta a szomszédos fiatal földbirtokosnőt, Alekszandra Pavlovnát bátyjával, Volincevval együtt. Volincev alig titkolja vonzalmát a ház úrnőjének lánya, Natalja iránt.
A báró helyett egy kellemes modorú úr, Dmitrij Rugyin érkezik, hogy kimentse elfoglalt barátját. A felvilágosult nézeteket valló vendég kitűnő társalgónak bizonyul. Mindenhez hozzá tud szólni, lelkesen beszél eszményeiről, például arról, hogy az embernek szüksége van az önmagába vetett hitre és az önérzetre. Külföldi egyetemei éveiről is mesél, de önmagával keveset, inkább általános témákkal, a műveltség és a tudomány jelentőségével foglalkozik, választékos előadásával elbűvöli hallgatóit. Különösen a fiatal Natalját, aki a hallottaktól éjjel nem tud elaludni. Másnap Laszunszkaja elhatározza, hogy itt tartja vendégét és majd „szalonjába” is bevezeti.
A következő heteket Rugyin a ház vendégeként tölti. Futólag a másik szomszéd birtokossal, Lezsnyevvel is találkozik: kiderül, hogy fiatalon Moszkvában barátok voltak, de már eltávolodtak egymástól. Találkozásuk hűvös és tartózkodó. Rugyin később barátját akarat nélküli, tehetségtelen figuraként jellemzi. Lezsnyev szerint pedig Rugyin ékesszólóan beszél ugyan, de „Tartuffe-szerű” jelenség.
Nataljával viszont Rugyinnak egyre meghittebb a kapcsolata, ezt Volincev féltékenyen figyeli. Kerti sétáikon az önálló cselekvés igényéről, a kishitűség és a lustaság szégyenéről és persze a szerelemről beszél. Végül a lugasban megvallja szerelmét, és a lány viszonozza.
Rugyin mint őszinte ember fölkeresi Volincevet, „nyíltan bevallja” kettejük szerelmét. Az amúgy is kétségbeesett Volincevet felháborítja a látogatás, megalázva érzi magát és már a párbajt fontolgatja, de erre nem kerül sor. Az érkező Lezsnyev nyugtatgatja, majd Alekszandra Pavlovnának lelkesülten mesél fiatalkori éveiről, régi szerelméről, kapcsolatáról Moszkvában a tehetséges, de „egyéniség nélküli” Rugyinnal és az 1840-es évek értelmiségi mozgalmairól.
Laszunszkaja azonnal értesül a lugasban történtekről és hallani sem akar több találkáról vagy lánya rangon aluli házasságáról. Natalja hajnali randevúra hívja Rugyint, közli anyja elhatározását és a férfi döntésére vár. Döbbenten hallja a választ:
„Természetesen meg kell hajolnunk… a sors akarata előtt… Úgy látszik, a sors nem úgy rendelte, hogy együtt éljünk…”
Ez lenne Rugyin, aki neki a szabadságról és önfeláldozásról beszélt?! Ő kész lett volna azonnal bárhová követni, de ez a férfi nem is szereti, nem is ismeri… Fájdalmasan csalódva, de nagy önuralommal sarkon fordul és otthagyja őt. Rugyin magában elismerni morális vereségét. Frázisokkal és őszinte érzelmekkel kevert levélben búcsúzik el Nataljától és másnap – a ház úrnőjével a búcsúzás formaságait betartva – sietve elutazik. Idézet a levélből:
„Különös, sőt majdnem komikus az én sorsom: odaadom magam egészen, mohón és maradéktalanul – s mégsem tudom odaadni. Az lesz a vége, hogy feláldozom magam valami badarságért, amelyben nem is hiszek… Istenem! Harmincöt éves korban még mindig arra készülni, hogy tegyen valamit az ember!”
Rugyin elutazásának hírére Volincev megkönnyebbül, Lezsnyevből pedig váratlanul feltör régóta titkolt szerelme: feleségül kéri Alekszandra Pavlovnát, aki habozás nélkül igen-t mond.
Két év eltelt. Lezsnyev feleségével boldog házasságban él. Hírt kapnak a régi szereplők sorsáról és arról, hogy Natalja beleegyezett a Volincevvel kötendő házasságba. Lezsnyev most már megértéssel, sőt szeretettel emlékezik Rugyinra, akit korábban rosszabbnak tüntetett fel, mert féltékeny volt rá.
Epilógus. További évek múltán Lezsnyev és Rugyin véletlenül találkozik egy városi fogadóban. Lezsnyev örömmel és érdeklődve fogadja fiatalkori barátját. A megfáradt, öregedő Rugyin röviden elmondja élete néhány eseményét: egy barátja gazdaságát igyekezett felvirágoztatni, majd közös vállalkozásban egy folyót próbáltak hajózhatóvá tenni, és sok mással próbálkozott, még gimnáziumban is tanított, de a sikereket mindig kudarc követte, és mindenhonnan továbbállt.
Lezsnyev felajánlja Rugyinnak, hogy költözzön hozzájuk, hiszen bár ellentétes jellemek, de hasonlóan gondolkoznak. Rugyin azonban tovább megy a maga ismeretlen útján; most épp falura indul, azután nem tudni, hová. Az egykori barátok újra barátokként válnak el. 
Rugyin ismeretlenül hal meg 1848-ban egy párizsi barikádon.
|  | Itt a vége a cselekmény részletezésének! |

## Értelmezések, központi alakok

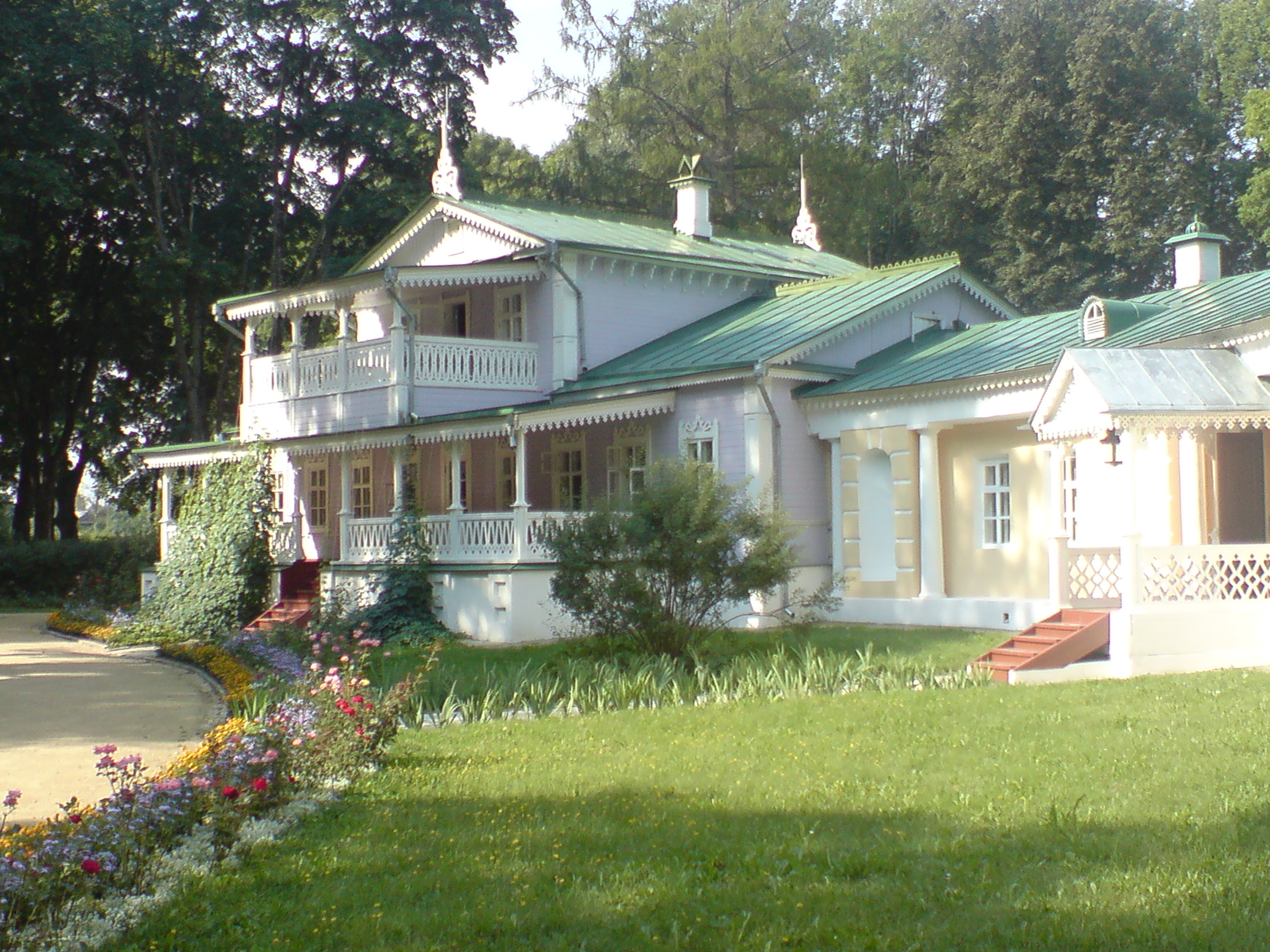
Szpasszkoje-Lutovinovo. Ezen a birtokán írta Turgenyev a a regényt 1855 nyarán

Ezzel a művel kezdődik Turgenyevnek az orosz vidéki nemesi udvarházak életét (és az onnan tovább vivő utakat) ábrázoló regényeinek sora. Az író eredetileg csak a felesleges ember problematikáját akarta folytatni, maga a kifejezés is egy korábbi elbeszéléséből terjedt el (Egy felesleges ember naplója – Дневник лишнего человека, 1850).
Az első változat a mainál rövidebb volt és a negatív központi hős bírálatára futott ki, Rugyint egysíkúan, gyáva és erőtlen embernek ábrázolta. Ezt érzékelteti a tervezett ironikus cím: A zseniális jellem (Гениальная натура). De első regényeiben Turgenyev nem lép fel a bíró szerepében, nem „leleplez”, (mint pl. Gogol). A munka során nemcsak a cím, hanem a mű egésze és végkicsengése is megváltozott. A későbbi kiegészítésekkel: Lezsnyev visszaemlékezései (az előtörténet) és az epilógusok beiktatásával az író sokkal árnyaltabbá tette hőse alakját, a mű távlatokat kapott és kisregénnyé terebélyesedett. Az epilógus befejező része (Rugyin halála) pedig csak 1860-ban, jóval az első megjelenés után került a regénybe.
Rugyint mámorossá teszi saját beszéde. Naivan tetszelegve, számítás és rosszindulatú szándék nélkül szédíti meg Natalját, alázza meg riválisát, kihasználja az őt házába fogadó Laszunszkaja jóhiszeműségét. Akár cinikusnak is lehetne tartani, pedig nem az. Lezsnyev előbb azt mondja róla, hogy rosszabb, mint Tartuffe, de később ezt visszavonja: „Nem színész, ahogy akkor neveztem, nem csaló és nem szélhámos…”
Rugyin tisztában van tehetetlenségével és szenved tőle. Később megpróbál hasznosnak lenni, nemes dolgokba kezd, (talán részsikerei is vannak, ha hihetünk „saját” elbeszélésének) – és ezzel kétségtelenül kiemelkedik környezetéből –, ám mindig visszaesik és eredmény nélkül távozik. Egész élete kudarc. 
De hát csakugyan mindenre alkalmatlan vagyok, csakugyan nincs számomra tennivaló a földön? Sokszor feltettem magamban ezt a kérdést, s bármennyire igyekeztem is leszállítani értékemet a magam szemében, lehetetlen volt nem éreznem, hogy bennem olyan erők vannak, amilyenekkel nem minden ember van megáldva. De miért maradnak ezek az erők terméketlenek? (…) Mi gátol abban, hogy úgy éljek és hassak, mint más?
Szavai egybevágnak Lermontov Korunk hőse című regényében a „felesleges ember”, Pecsorin gondolataival. Rugyinnál talán ez is csak öntetszelgés, póz – de hinnünk kell neki, mert az író nem engedi, hogy mélyebben hőse „lelkébe” lássunk.
Turgenyev nem pszichologizál, nem tartozik a nagy lélekelemző írók közé. Részletező lélekrajz helyett a külső vonások megrajzolásával, cselekedetekkel, párbeszédek leírásával, hangulati elemekkel hozza közel alakjait.
Natasa „a híres Turgenyev-nőalakok egyik első képviselője”. Rugyinnal szemben „olyan őszinte lélek, amely nem akarja áltatni magát, s nem hajlik túlzásra és könnyelműségre.” A második találkán nem dönteni akar, hanem hűségesen, akár áldozatok árán is követni a férfit, aki elvarázsolta. De amint elszáll a varázs, keményen kérdőre vonja, majd ott hagyja. Nagy lelkierővel magába rejti és megbánás nélkül viseli fájdalmát (elégette Rugyin levelét „és hamvait kidobta az ablakon”). Anyjával sem az az engedelmes kislány, akinek anyja látni szeretné, hanem önálló egyéniség; nem hagyja azt sem, hogy kislányként kezeljék.
A Natalja–Rugyin páros ellentéte az Alekszandra Pavlovna–Lezsnyev kettős. Derűsen, néha évődve közelednek egymáshoz, és érzelmeire hallgatva Lezsnyev pontosan tudja, hogy mit (kit) akar. Alekszandra Pavlovnának pedig már a regény elején megismerjük odaadó, közvetlen emberségét, ahogy a beteg parasztasszonyt meglátogatja. Lezsnyev a házasságukban felesége oldalán hamar megállapodik.

## Fogadtatása
Turgenyev a mű megjelenésekor, 1856-ban hazájában már ismert író volt, Egy vadász feljegyzései című novelláskötete korábban nagy sikert aratott. Kortársai ezt az első hosszabb lélegzetű művét is elismeréssel fogadták. 
A kezdeti fogadtatást bonyolította, hogy Rugyin alakjában néhányan az anarchista Bakunyin (ironikus?) vonásait vélték felfedezni. A felesleges ember típusáról is vita indult, amikor Dobroljubov Mi az oblomovizmus? című kritikájában (1859) Turgenyev hőséről is úgy vélekedett, hogy a felesleges emberek idej az irodalomban is lejárt. Ennek is köszönhetők Turgenyev utólagos változtatásai a szövegen.
A könyvben számos olyan utalás van, amely csak a korabeli események, személyek ismeretében érthető (vagy észrevehető). Ilyen Bakunyin és Pokorszkij (Lezsnyev visszaemlékezésében felidézett) alakja, akivel az 1840-es éveket és Sztankievics körét idézi meg az író. A mai olvasó azonban ezek ismerete nélkül is élvezettel olvashatja könyvet.

## Magyarul
- Iván Turgenjev: Dimitri Rudin; ford. Rákosi Viktor; Ráth, Bp., 1886 (A magyar nemzet családi könyvtára)
- Rudin. Regény, 1-2.; ford. Moly Tamás; Tolnai, Bp., 1929 (Tolnai regénytára)
- Rugyin / A küszöbön / Nemesi fészek. Elbeszélések; ford. Áprily Lajos, utószó Heller Ágnes, ill. Zádor István; Új Magyar Kiadó, Bp., 1955 (Orosz remekírók)

## Későbbi feldolgozások
- Rugyin – orosz, szovjet film, rendezte Konsztantyin Voinov; bemutató: 1977[5]